# 21705 Subinmin
21705 Subinmin este un asteroid din centura principală de asteroizi.

## Descriere
21705 Subinmin este un asteroid din centura principală de asteroizi. A fost descoperit pe 7 septembrie 1999 la Socorro, New Mexico, în cadrul proiectului LINEAR. Asteroidul prezintă o orbită caracterizată de o semiaxă mare de 2,69 ua, o excentricitate de 0,10 și o înclinație de 3,2° în raport cu ecliptica.